# Davidoff Swiss Indoors 2007
Davidoff Swiss Indoors 2007 — тенісний турнір, що проходив на кортах з твердим покриттям у місті Базель, Швейцарія з 22 жовтня . Належав до категорії International Series, був турніром серії Swiss Indoors 2007 року.

## Фінальна частина

### Одиночний розряд
Роджер Федерер —  Яркко Ніємінен 6–3, 6–4

### Парний розряд
Боб Браян /  Майк Браян —  Джеймс Блейк /  Марк Ноулз (тенісист) 6–1, 6–1